# Ivonne (cantante)
Ivonne Guevara García (Ciudad de México, 31 de octubre de 1961), más conocida como Ivonne, es una cantante, pintora y compositora mexicana. Alcanzó la fama internacional en los años 80 como integrante del grupo Flans.

## Sus inicios
En el año de 1985 graba su primer LP con Flans; fue identificada como la rebelde del grupo, con personalidad fuerte y misteriosa, una belleza enigmática que llamaba mucho la atención por ser la que usaba un peinado tipo "punk" a la vez que conquistaba al público con sus muecas y gestos que eran característicos de ella. Dentro de Flans marcó tendencias con sus innovadoras coreografías, modas, peinados y canciones, así como con su carácter cambiante e irónico a la vez que dejaba ver en ella la intensidad de una artista. Ivonne con su espontánea personalidad y particular estilo fue un elemento imprescindible dentro del grupo Flans.
"Bazar" fue el primer sencillo con el que Ivonne junto con sus compañeras se dan a conocer. Pero es con el tema "No Controles" (segundo sencillo de este disco) donde rápidamente se identifica con los jóvenes mexicanos que adoptan el tema como un "himno" a "No controlar, sus sentidos y sus vestidos". Con "No controles" se consolida e inmediatamente se hace merecedora a ser la creadora del tema "en voz" autoría de Nacho Cano, el cual alcanzó más fama con Flans en la voz de Ivonne que con el anterior grupo que ya había interpretado la canción Olé-Olé. Como dato curioso el mismo Nacho Cano ha declarado en diversos medios que Flans ha sido el grupo que más dinero le ha dado a ganar por dicha canción gracias a la interpretación de Ivonne.
Con esta canción Ivonne y sus compañeras alcanzan discos de oro por las altas ventas de su LP debut y un sinfín de premios a lo que generó gran cantidad de conciertos y presentaciones por México, Centro y Sudamérica al igual que en Estados Unidos que con "No controles" entran al mundo de los videos por MTV siendo las primeras en abrir la música en español al mercado anglosajón.
En 1986 continúa el éxito con su segundo disco 20 Millas de los cuales se destaca en su voz la balada "Desde la Trinchera" y el tema "Uhm ah oh".
De su tercera producción Luz y Sombra en 1987, Ivonne hace del tema "Corre, Corre" un clásico que permanece en las listas de popularidad por meses, otro tema para Ivonne en este álbum es "No me quiero casar" con el cual aparecían vestidas de novias al comenzar sus conciertos.
Alma Gemela en 1988, descubre la parte sensual de Ivonne al cambiar radicalmente su imagen tanto en look como en música haciendo de los temas "Tu y Yo" y "Meditación" verdaderas obras de arte.
Cuéntamelo Dum Dum en 1989 disco dedicado al público infantil con el que Ivonne participó con el tema "Ponquereta". Corren por este mismo año rumores de que tanto Ivonne como sus compañeras ya no se llevaban bien, que Ivonne salía del grupo y sería sustituida porque iba a contraer matrimonio, etc. Finalmente se anuncia la separación de Flans adjudicándole a la rebelde del grupo gran parte de la responsabilidad de esta decisión.
Lanzan su último disco titulado Adiós del cual Ivonne participa como cantautora del tema "El cuadro", y también interpreta "Una décima de segundo" y "Pecesito".
Ivonne acaba con la etapa de Flans, siendo ella misma quien reconoce que ya no quería estar en el grupo.

## Después de Flans
Ivonne se casó con el músico Fernando Toussaint (del que se divorció 14 años más tarde) en un centro de espectáculos al sur de la ciudad, en donde en la marquesina del lugar se dejaba ver la leyenda "Ivonne Vs. Fernando"; con pocos pero selectos invitados, entre ellos Gualberto Castro, Cecilia Toussaint, hermana de Fernando, entre otros. Mucho se especuló si Ivonne invitaría a su boda a sus excompañeras de Flans, obviamente al no verlas en el evento se dedujo que no fueron invitadas.
Ivonne fue la primera en dar señales de vida como ex-Flans inmediatamente después de terminado el grupo.
Tuvo un proyecto musical solista el cual presentó en el programa La Movida de Verónica Castro, pero este no salió a la venta. Ivonne también se dedicó un tiempo a hacerle coros a su cuñada Cecilia Toussaint en sus presentaciones.
Posteriormente, Ivonne viaja a España con su esposo Fernando para estudiar Diseño Gráfico en la Universidad del Nuevo Mundo. En 1995 regresa a México para dedicarse a la pintura.
En 1996, realiza su primera exposición de sus pinturas llamada Oda al Café y Otras Cosas, en Plaza Loreto en la Ciudad de México.

## Nuevamente Flans
En 1999, en la llamada "época de los reencuentros", Mildred Villafañe se pone en contacto con Ivonne, para ver la posibilidad de un reencuentro, ésta es la última en aceptar y se logra así "El último reencuentro del Milenio" y en el marco del "Festival Acapulco Milenio", Flans también se reencuentra para beneplácito de sus fanes. Son galardonadas por la revista Eres por su Trayectoria musical. Ofrecen 5 conciertos en el Auditorio Nacional en la Ciudad de México. Lanzan su séptima producción Hadas, fue producido por Mildred Villafañe, Aarón Moltalvo, Luis Carlos Esteban y por la misma Ivonne quien escribió la canción "Uno de tantos". El primer sencillo, "Hadas" de Juan Pablo Manzanero, se colocó en pocas semanas en las listas de popularidad, "Gracias", una versión en español del tema "Thank You" de la cantante inglesa Dido fue traducida y dedicada para Ilse por Ivonne y Mimi.
Ivonne retoma su carrera junto con Flans y con Mildred Villafañe como productora mas no como representante, esto hace que Mildred exija más porcentaje en ganancias por ser la titular del nombre y concepto "Flans" a lo que el trío se opone y empiezan una disputa legal en torno al nombre por el cual han trabajado tantos años. Así que después de varios meses, la Dirección General de Derechos de Autor decidió dar el fallo de la titularidad del nombre "Flans" a favor de Villafañe. Después de lo anterior, luego de pensar mucho en el futuro del trío decidieron adoptar el nombre de IIM (las iniciales del nombre de cada una) con el que lanzaron la séptima producción titulada IIM, con temas en versiones electrónicas adaptadas a la época actual de sus más grandes éxitos siendo el sencillo "Corre, Corre" en su nueva versión el tema a promocionar y el video así como gran parte del concepto de este disco corrió bajo la producción de Ivonne.
Después de un par de años, cansada del litigio del nombre Flans, divorciada del músico Fernando Tousaint y teniendo éxito en sus exposiciones de pintura, Ivonne retoma su vida y actividades personales hasta 2005. Para conmemorar el vigésimo aniversario del surgimiento del grupo Flans las chicas se reconcilian con Villafañe y deciden festejar con una gira de aniversario, llamada 20 Millas después, regresan como Flans en una serie de conciertos en México y Estados Unidos patrocinada por TV Azteca la cual no dio mucha difusión; no obstante, cubrieron las expectativas que tenían de presentarse en las plazas más importantes del país haciendo bailar y corear al público y fanes sus canciones que sin duda alguna quedaron satisfechos con el festejo.
Ivonne junto con Flans da por terminada la gira de festejo 20 millas después el 15 de diciembre de 2005 en la Plaza de Toros México, con su repertorio clásico de Flans y con casi 25 mil asistentes que a pesar del frío no dejaron de bailar y corear las canciones. Ivonne pone así una nueva pausa en lo que a Flans se refiere asegurando que es la última vez que participa en algo relacionado con el concepto "Flans".
Ivonne continuó su carrera como pintora, realizando exposiciones de sus obras de arte tanto en México, Europa y Estados Unidos.

## Años posteriores
Contrario a lo que se cree, Ivonne no abandonó del todo su carrera musical, ya que como ella misma declara "siempre ha estado componiendo, vive con la música, trabaja con la música y pinta con la música".
Ivonne fue invitada por su exesposo Fernando Toussaint a participar en el Festival de Jazz de la Riviera Maya en el año 2009, gracias a que su carrera musical había tomado un enfoque mayor hacia el jazz que hacia otros géneros. Fue precisamente después de su participación en dicho festival que Ivonne decide empezar a trabajar en lo que sería el "reinicio" de su carrera como cantautora, como ella misma relata: “ Voy a enfocarme en la música de lleno otra vez, pues me quedé picada. Ya traía ganas desde hace mucho, pero esto fue determinante y el que mi esposo me animara, me apoyara, y organizara todo para así comenzar este hermoso sueño”.
En años recientes Ilse y Mimi han tenido varias participaciones como Flans en diversos eventos, en los cuales habían enfrentado la negativa de Ivonne, por ejemplo Ilse y Mimí fueron invitadas al musical Hoy no me puedo levantar -de Nacho Cano- compositor del tema "No controles" que interpreta Ivonne y que las consolidó en el mundo musical, donde solo asistieron Mimi e Ilse, Ivonne había declinado esta invitación.
En mayo de 2010 sale al aire el programa dedicado a Flans La historia detrás del mito conducido por Atala Sarmiento en Televisión Azteca en donde narran a grandes rasgos la trayectoria del grupo con entrevistas tanto de Ilse, Ivonne, Mimi, Mildred Villafañe así como de personalidades varias del espectáculo en relación con Flans. Ese mismo año vuelven a llamar a Flans y para sorpresa de todos, por el grupo el cual siempre se consideró su rival en los años 80 –Pandora– esto para desmitificar la tan sonada rivalidad que había entre los dos grupos ya que toda la vida han sido amigas y compañeras, aclarando que la rivalidad siempre la hicieron los medios de comunicación y que entre ellas sólo hubo una competencia sana en lo que a la música se refiere. Aprovechando los 25 años del grupo Pandora, las Flans son invitadas a la grabación de una nueva versión del tema "Las mil y una noches" para el disco De Plata de Isabel, Mayte y Fernanda a la cual solo asisten Mimi e Ilse: Ivonne declinó la invitación nuevamente.
Después de la nostalgia de cantar y estar juntas nuevamente, para 2011 Ilse y Mimi proponen organizar un reencuentro del trío, sin embargo se enfrentaron una vez más a la negativa de Ivonne, por lo tanto decidieron reunirse sin Ivonne en un proyecto que ellas denominaron Y si nosotras.

## Sofá
Ivonne publicó su nuevo disco, denominado Sofá, el cual fue lanzado el 2 de marzo de 2013, mismo día en que salió a la venta en formato digital y en tiendas, este trabajo representa la culminación de años de trabajo, donde Ivonne fue la compositora de cada una de las canciones, este álbum es considerado como una expresión honesta de su interior, como ella misma dice "este disco representa muchos aspectos de mi personalidad". El primer sencillo del álbum se denomina "Vida", una canción que mezcla los géneros lounge y jazz. La portada del disco es Ivonne pintando en una playa azul, un sofá; haciendo que el álbum destaque tanto su faceta musical como su faceta de artista plástica.

## Ilse, Ivonne y Mimí: el tercer regreso
A finales de 2012, sorpresivamente Ivonne se pone en contacto con Mimí e Ilse para hacerles saber –luego de toda la controversia que causó su negativa– que estaría interesada en un posible reencuentro musical. A inicios de 2013, aparecen juntas de nuevo en el concierto del grupo ochentero Matute, anunciando de esta forma su reencuentro como grupo. Utilizando únicamente sus nombres, "Ilse, Ivonne y Mimi" realizan oficialmente su regreso el 20 de abril de 2013 a los escenarios con la gira Hoy por ti, gira que fue un éxito bajo la producción y management de Ittshow, empresa independiente liderada por Cynthia Rodríguez y Laura Jasso dicha gira  se llevó a cabo en diversos puntos de la República Mexicana, Estados Unidos y Latinoamérica. Su regreso causó sensación entre el público y los medios de comunicación quienes realizaron espacios con múltiples entrevistas en donde comentan lo que significó este regreso.
El 25 de marzo de 2014 hacen oficial la firma del contrato con su nueva casa disquera, Sony Music México, y a su vez anuncian el lanzamiento de un nuevo álbum discográfico en formato Primera Fila, confirmándose en la cuenta de Twitter del trío y convirtiéndose el hashtag #Flans1aFila en tendencia en esa red social.
Primera fila fue lanzado el 30 de septiembre de 2014, logrando a pocas horas de su lanzamiento el disco de oro por ventas, y el primer lugar en iTunes. De este mismo se desprende su primer tema inédito Yo no sería yo lanzado el 19 de agosto ubicándose en las primeras posiciones. El álbum contiene otras tres canciones inéditas y además clásicos del grupo como "Bazar", "No controles", "Veinte millas", "Hoy por ti, mañana por mí", "Giovanni Amore", "Alma gemela", "Tímido", "Me he enamorado de un fan", "Las mil y una noches", entre otros.
Anuncian el inicio de la gira Primera Fila para febrero de 2015, le siguieron "30 años Tour" y "Así somos Tour" esta última terminando el 30 de agosto de 2019 en la ciudad de Monterrey en el Auditorio Pabellón M.

## Discografía dentro del grupo Flans
- Flans (1985)
- 20 Millas (1986)
- Luz y sombra (1987)
- Esta navidad (1987)
- Alma Gemela (1988)
- Cuéntamelo Dum Dum (1989)
- Nueva Navidad (1989)
- El estudio de Lara (1989)
- Juntos ayer y hoy (1989)
- Adiós (1990)
- Únete a los optimistas (1990)
- Hadas (1999)
- IIM (2002)
- Primera fila (2014)

## Discografía como solista
- Sofá (2013)